# Eisenhüttenstädter Fußball-Club Stahl
L'Eisenhüttenstädter FC Stahl è stata una società calcistica tedesca di Eisenhüttenstadt, Brandeburgo, vicina al confine polacco.

## Storia
Il club è stato fondato nel 1950 con il nome di BSG Stahl Fuerstenberg Ost. Dal 1953 al 1961 la squadra si chiamò BSG Stahl Stalinstadt (Eisenhuttenstadt fu nota durante quegli anni come Stalinstadt). Nel 1961 Fuerstenberg, Stalinstadt e il piccolo villaggio di Schönfließ si unirono per creare Eisenhuttenstadt, e di conseguenza la compagine cambiò nome in BSG Stahl Eisenhüttenstadt.
La squadra ha giocato per la maggior parte dei suoi anni passati nella Repubblica Democratica Tedesca in DDR-Liga, la seconda divisione, eccezion fatta per qualche stagione. Nel 1969 venne promossa in DDR-Oberliga ma retrocesse l'anno seguente. Nel 1970 dopo solo due partite giocate in seconda divisione, lo Stahl venne relegato in Bezirksliga Frankfurt (III) per "danneggiamento dei principi della società socialista" poiché venne alla luce che la società pagasse i calciatori (nella DDR il calcio non era a livello professionistico).
Militò in massima divisione nel 1989-1990 e nel 1991 finendo rispettivamente all'undicesimo e al nono posto; quest'ultima posizione consentì alla compagine di partecipare alla Am.Oberliga Nordost (III) della stagione successiva. Il club sempre nel 1990 assunse la denominazione e inoltre partecipò all'ultima edizione della FDGB Pokal: perse 0-1 contro l'Hansa Rostock ma avendo questa già conquistato la qualificazione per la Coppa dei Campioni, partecipò alla Coppa delle Coppe, dove venne eliminato al primo turno dal Galatasaray.
Successivamente il club fu ammesso in Am.Oberliga Nordost (III): retrocesse in quarta divisione nel 2000 e nel 2004 il club fallì per insolvenza finanziaria. Ripartì dalla Verbandsliga Brandenburg (V) per poi retrocedere in Brandenburg-Liga (VI). La società cessò l'attività alla fine di giugno 2016 per formare l'FC Eisenhüttenstadt assieme ad Aufbau Eisenhüttenstadt, 1.FC Fürstenberg e a Jugendförderverein Eisenhüttenstadt.

## Palmarès

### Altri piazzamenti
- Coppa della Germania Est:

Finalista: 1990-1991
- Supercoppa di Germania:

Semifinalista: 1991